# Dieterlea maxima
Dieterlea maxima är en gurkväxtart som först beskrevs av R. Lira S. och D.M. Kearns, och fick sitt nu gällande namn av Mcvaugh. Dieterlea maxima ingår i släktet Dieterlea och familjen gurkväxter. Inga underarter finns listade i Catalogue of Life.